# Ptilopsis granti
El autillo cariblanco sureño (Ptilopsis granti) es una especie de ave estrigiforme de la familia Strigidae nativa del sur de África. Anteriormente era considerada como una subespecie del autillo cariblanco norteño (Ptilopsis leucotis) pero los dos son ahora comúnmente tratados como especies separadas.

## Descripción
Alcanza entre 22 y 28 centímetros de largo y pesa entre 185 a 220 gramos. Tiene las partes superiores de color gris con rayas oscuras y manchas blancas en las plumas escapulares. Las partes inferiores son blancas con rayas oscuras. La cara es de color blanco con un borde negro y tiene grandes ojos de color naranja. La cabeza tiene dos mechones cortas en las orejas con puntas negras. Los pájaros juveniles tienen un rostro grisáceo.

## Distribución
Su área de distribución se extiende desde Gabón hasta Kenia en el norte y hacia el sur hasta el norte de Namibia y Sudáfrica. Habita en bosques de sabana y secos. Por lo general se ve solo o en parejas. Caza grandes invertebrados y algunos mamíferos pequeños, aves y reptiles.
Anida habitualmente en el viejo nido de otro pájaro. La puesta es de dos o tres huevos que son incubados durante unos 30 días. Las aves jóvenes abandonan el nido alrededor de un mes después de la eclosión.